# 德克薩斯州單一國會選區
德州歷史上曾多次設立不分區國會席次。通常情況下，當該州因重新劃分選區而獲得新的國會席位時，會從不分區席位中選出一名代表，由全州選民投票選出。這使得由來自農村地區的議員主導的立法機構得以推遲重新劃分選區，從而透過劃分選區來削弱立法機構的權力，以承認發展中大城市日益增長的人口和經濟實力。